# Манчестер (тауншип, округ Йорк, Пенсильвания)
Манчестер (англ. Manchester Township) — тауншип второго класса в округе Йорк, штат Пенсильвания, США. В 2010 году в тауншипе проживал 18 161 человек.

## Географическое положение

Тауншип Манчестер на карте округа Йорк

Тауншип расположен в центре округа Йорк штата Пенсильвания, к северу от столицы округа — Йорк. По данным Бюро переписи населения США Манчестер имеет площадь 41 км². Из них 0,1 км² воды. Частью территории Манчестера является статистически обособленная местность Эмигсвилл (3,1 км²). Восточная граница тауншипа проходит по реке Кодорус, западная — по Литл-Коневаго.

## История
Манчестер был инкорпорирован в 1742 году окружным судом Ланкастера. В 1783 году в тауншипе было 267 домов, 218 амбаров, 21 мельница и 1465 жителей. В 1799 году из территории Манчестера был выделен тауншип Уэст-Манчестер, 1887 году — Ист-Манчестер.

## Население
По данным переписи 2010 года население Манчестера составляло 18 161 человек (из них 47,9 % мужчин и 52,1 % женщин), в тауншипе было 6835 домашних хозяйства и 5144 семей. На территории города была расположена 7110 постройка со средней плотностью 173 построек на один квадратный километр суши. Расовый состав: белые — 87,1 %, афроамериканцы — 5,9 %, коренные американцы — 0,2 %, азиаты — 3,5 % и представители двух и более рас — 1,8 %. На 2014 год население тауншипа Манчестер было распределено по происхождению следующим образом: 5,8 % — американское, 42,3 % — немецкое, 13,2 % — ирландское, 3,6 % — польское, 9,8 % — английское происхождение.
Из 18 161 человек тауншипа, 2672 проживают в статистически обособленной местности Эмигсвилл (плотность — 861,9 чел./км²), остальные 15 489 человек не принадлежат статистически обособленным местностям (плотность на оставшейся территории тауншипа — 408,7 чел./км²).
Население города по возрастному диапазону по данным переписи 2010 года распределилось следующим образом: 26,8 % — жители младше 18 лет, 2,6 % — между 18 и 21 годами, 55,6 % — от 21 до 65 лет и 14,0 % — в возрасте 65 лет и старше. Средний возраст населения — 39,9 года. На каждые 100 женщин в Манчестере приходилось 92,1 мужчин, при этом на 100 совершеннолетних женщин приходилось уже 88,8 мужчин сопоставимого возраста.
Из 6835 домашних хозяйств 75,3 % представляли собой семьи: 63,0 % совместно проживающих супружеских пар (28,9 % с детьми младше 18 лет); 8,4 % — женщины, проживающие без мужей и 3,8 % — мужчины, проживающие без жён. 24,7 % не имели семьи. В среднем домашнее хозяйство ведут 2,64 человека, а средний размер семьи — 3,05 человека. В одиночестве проживали 20,0 % населения, 8,5 % составляли одинокие пожилые люди (старше 65 лет).
| 1783 | 1820 | 1830 | 1840 | 1850 | 1860 | 1870 | 1880 | 1890 | 1900 | 2000  | 2010  |
| ---- | ---- | ---- | ---- | ---- | ---- | ---- | ---- | ---- | ---- | ----- | ----- |
| 1465 | 1949 | 2198 | 2152 | 2591 | 2695 | 2427 | 2636 | 1783 | 1556 | 12700 | 18161 |

## Экономика
В 2014 году из 13 851 человек старше 16 лет имели работу 9439. При этом мужчины имели медианный доход в 63,050 долларов США в год против 42,441 долларов среднегодового дохода у женщин. В 2014 году медианный доход на семью оценивался в 85,850 $, на домашнее хозяйство — в 73,640 $. Доход на душу населения — 34,951 $ в год. 3,1 % от всего числа семей в Манчестере и 3,5 % от всей численности населения находилось на момент переписи за чертой бедности.

## Политика
Тауншипы в Пенсильвании — это административно-территориальные единицы округа, подчинённые местному муниципальному правительству, они являются одной из старейших политических форм. Ньюберри является тауншипом второго класса, который управляется Советом уполномоченных. Совет ответственен за принятие бюджетов, налоговую систему, организацию, планы развития населённого пункта. Каждый из пяти представителей выбирается на 6 лет. На 2016 год в Совете уполномоченных Лиза Уингерт, Делмар Нок, Кеннет Уингерт, Девид Бросенд, Родни Брэндстедтер.